# Primo lord del mare
Il primo lord del mare (in inglese First Sea Lord) è il comandante della Royal Navy e dell'intero servizio navale, comprendente Royal Fleet Auxiliary, Royal Marines e servizi a terra; è l'equivalente di un capo di stato maggiore della marina e in questa veste i vari Primi Lord siedono nel Chiefs of Staff Committee (Comitato dei capi di stato maggiore), presiedendolo a turno con i colleghi della Royal Air Force e del British Army.

## Storia
Il primo nome storicamente utilizzato è stato quello di Admiral of the Fleet, che successivamente diventò un grado della marina (dal 1795 al 1827). Nel 1689 fu denominato Senior Naval Lord.
Nel 1771 l'incarico di Senior Naval Lord fu rinominato First Naval Lord.
Nel 1904 fu chiamato First Sea Lord.
Nel 1917 fu ridisegnato nell'attuale "Primo lord del mare e capo dello staff navale". Dal 1923 in poi fu membro del Comitato dei capi di stato maggiore e dal 1923 al 1959, in rotazione con i rappresentanti degli altri servizi (il capo dello stato maggiore imperiale e il capo dello stato maggiore), poteva servire come presidente di quel comitato e capo di tutte le forze armate britanniche. Il titolo è stato mantenuto quando il Board dell'Ammiragliato è stato abolito nel 1964 e le sue funzioni sono state integrate nel ministero della difesa.

## Primi lord navali

### 1771-1808
I primi in ordine di tempo sono stati:
- Augustus Hervey 1771-1775
- sir Hugh Palliser 1775-1779
- Robert Man 1779-1780
- George Darby 1780-1782
- Sir Robert Harland 1782-1783
- Hugh Pigot gennaio-dicembre 1783
- John Leveson-Gower 1784-1789
- Samuel Hood, I visconte Hood 1789-1795
- Charles Middleton, I barone Barham marzo-novembre 1795
- James Gambier, I barone Gambier 1795-1801, 1804-1806, 1807-1808

### 1828–1904
- sir George Cockburn 1828–1830 [1]

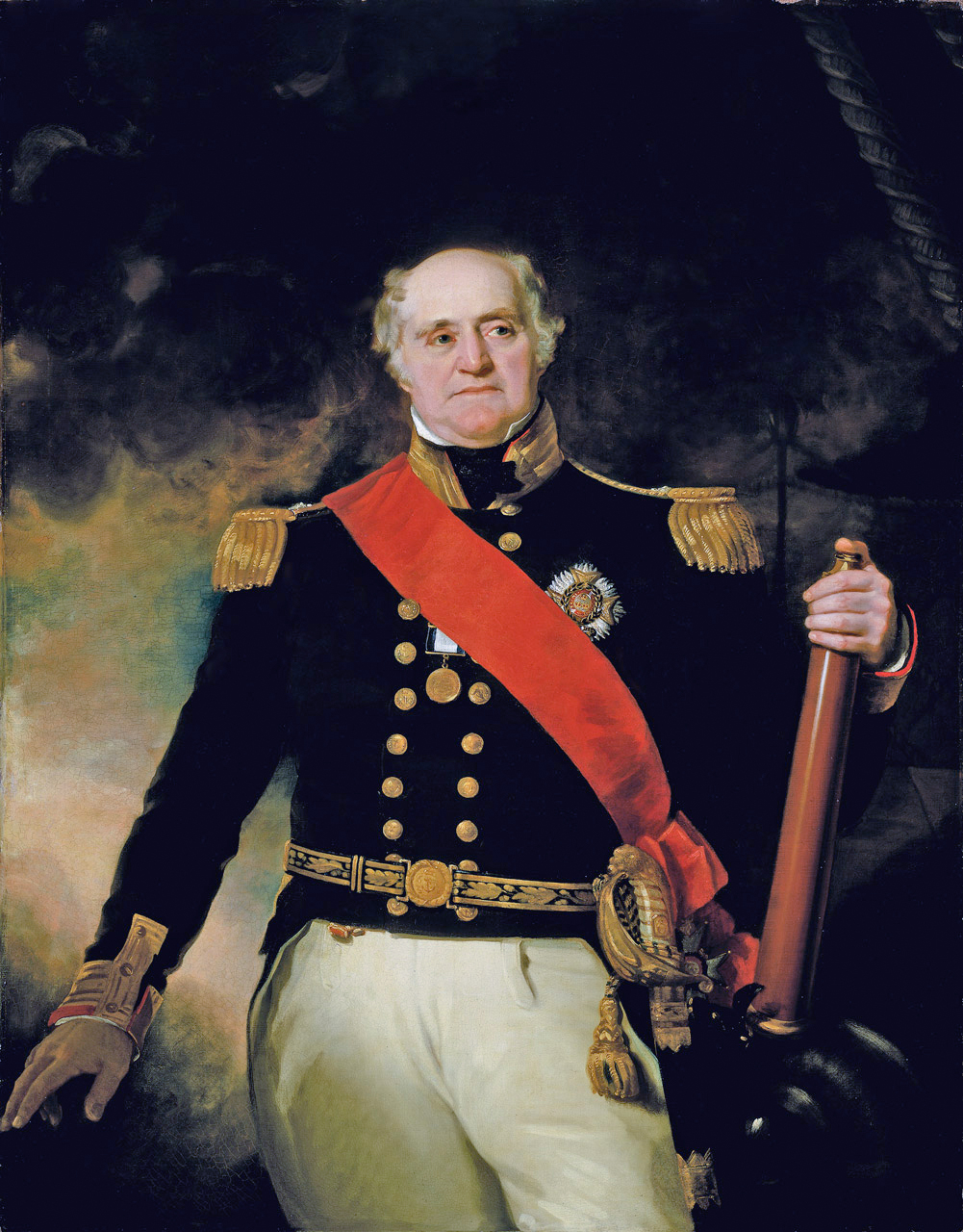
sir Thomas Hardy 1830 - 1834

- sir Thomas Hardy, I baronetto 1830–1834[1][2]
- sir George Heneage Dundas 1834[1][2]
- sir Charles Adam 1834[1][2]
- sir George Cockburn 1834–1835[1][2]
- sir Charles Adam 1835–1841[1][2]
- sir George Cockburn 1841–1846[1][2]
- sir sir William Parker, Bt 1846[1][2]
- sir Charles Adam 1846–1847[1][2]
- sir James Whitley Deans Dundas 1847–1852[1][2]
- Maurice Fitzhardinge Berkeley 1852[1][2]
- Hyde Parker 1852–1854[1][2]
- The Hon. Maurice Fitzhardinge Berkeley 1854–1857[1][2]
- sir Richard Saunders Dundas 1857–1858[1][2]
- sir William Fanshawe Martin 1858–1859[1][2]
- sir Richard Saunders Dundas 1859–1861[1][2]
- sir Frederick Grey 1861–1866[1][2]
- sir sir Alexander Milne 1866–1868[1][2]
- sir Sydney Dacres 1868–1872[1][2]
- sir sir Alexander Milne 1872–1876[2]
- sir Hastings Yelverton 1876–1877[2]
- sir George Wellesley 1877–1879[2]
- sir Astley Cooper Key 1879–1885[2]
- sir Arthur Acland Hood 1885–1886[2]
- lord John Hay 1886[2]
- sir Arthur Acland Hood 1886–1889[2]
- sir Richard Vesey Hamilton 1889–1891[2]
- sir Anthony Hoskins 1891–1893[2]
- sir Frederick Richards 1893–1899[2]
- lord Walter Kerr 1899–1904

## Primi lord del mare, 1904–1964
- sir John Arbuthnot Fisher 1904–1910
- sir Arthur Knyvet Wilson 1910–1911[3]
- sir Francis Bridgeman 1911–1912[3]
- principe Luigi di Battenberg 1912–1914[3]
- sir John Arbuthnot Fisher 1914–1915
- sir Henry Jackson 1915–1916
- sir John Jellicoe 1916–1917
- sir Rosslyn Wemyss 1917–1919
- David Beatty 1919–1927
- sir Charles Madden, Bt 1927–1930
- sir Frederick Field 1930–1933
- lord Chatfield 1933–1938
- sir Roger Backhouse 1938–1939
- sir Dudley Pound 1939–1943
- Andrew Cunningham 1943–1946
- sir John Cunningham 1946–1948
- lord Fraser di Capo Nord 1948–1951
- sir Rhoderick McGrigor 1951–1955
- lord Louis Mountbatten di Birmania 1955–1959
- sir Charles Lambe 1959–1960
- sir Caspar John 1960–1963
- sir David Luce 1963–1964

## Primi lord del mare, 1964–presente
- sir David Luce 1964–1966
- sir Varyl Begg 1966–1968
- sir Michael Le Fanu 1968–1970
- sir Peter Hill-Norton 1970–1971
- sir Michael Pollock 1971–1974
- sir Edward Ashmore 1974–1977
- sir Terence Lewin 1977–1979
- sir Henry Leach 1979–1982
- sir John Fieldhouse 1982–1985, che diresse le forze navali inglesi dal quartier generale durante la guerra delle Falkland
- sir William Staveley 1985–1989
- sir Julian Oswald 1989–1993
- sir Benjamin Bathurst 1993–1995
- sir Jock Slater 1995–1998
- sir Michael Boyce 1998–2001
- sir Nigel Essenhigh 2001–2002
- sir Alan West 2002–2006, già comandante della fregata HMS Ardent durante la guerra delle Falkland[4].
- sir Jonathon Band 2006–2009[5]
- sir Mark Stanhope 2009–2013
- sir George Zambellas 2013–2016
- sir Philip Jones 2016–2019
- Tony Radakin 2019-2021[6]
- Ben Key 2021-2025
- Gwyn Jenkins 2025-in carica